# 请愿
请愿（英語：Petition）是人民向政府表达希望改变某种官方行为的诉求與活动，簡單來說，就是提出請求。在中国近代史上，1895年的公车上书，1910年的请开会请愿运动，1919年五四运动，1989年六四运动，都是先从请愿活动开始的。
在现代民主制度国家，请愿是一种公民权力。例如《德国基本法》有关于请愿权利的明文规定。